# Швеція на літніх Олімпійських іграх 1920
Швеція брала участь у Літніх Олімпійських іграх 1920 року в Антверпені (Бельгія) уп'яте, і завоювала 64 медалей, з яких 19 золоті, 20 срібні і 25 бронзові. Збірну країни представляли 260 спортсменів (247 чоловіків, 13 жінок).

## Медалісти
| Медаль            | Спортсмен | Вид спорту           | Дисципліна                                                            |  |
| ----------------- | --- | -------------------- | --------------------------------------------------------------------- |  |
| Золото            | Вілліам Петерссон | Легка атлетика       | Чоловіки, стрибки в довжину                                           |  |
| Золото            | Гаррі Стенквіст | Велоспорт            | Чоловіки, індивідуальна велогонка                                     |  |
| Золото            | Арвід Валлман | Стрибки у воду       | Чоловіки, прості стрибки з вишки                                      |  |
| Золото            | Янне Лундблад | Кінний спорт         | Виїждження, індивідуальна першість                                    |  |
| Золото            | Гельмер Мернер | Кінний спорт         | Кінне триборство, індивідуальна першість                              |  |
| Золото            | Гельмер Мернер Оге Лундстрем Георг фон Браун | Кінний спорт         | Кінне триборство, командну першість                                   |  |
| Золото            | Клас Кеніг Ганс фон Розен Даніель Нурлінг Франк Мартін | Кінний спорт         | Конкур, командна першість                                             |  |
| Золото            | Їлліс Графстрем | Фігурне катання      | Чоловіки, одиночне катання                                            |  |
| Золото            | Магда Юлін | Фігурне катання      | Жінки, одиночне катання                                               |  |
| Золото            | \| Фаусто Акке \| \| Свен Юнсон \| \| \| \| Альберт Андерссон \| \| Свен-Улоф Юнссон \| \| \| \| Арвід Андерссон \| \| Карл Ліндаль \| \| \| \| Гелге Беккандер \| \| Едмунд Ліндмарк \| \| \| \| Фольке Бенгтссон \| \| Бенгт Морберг \| \| \| \| Фабіан Б'єрк \| \| Франс Перссон \| \| \| \| Ерік Карпентіер \| \| Клас Сернер \| \| \| \| Стуре Ерікссон \| \| Курт Шеберг \| \| \| \| Конрад Гранстрем \| \| Гуннар Седерлін \| \| \| \| Гелгє Густафссон \| \| Юган Серенсон \| \| \| \| Оке Гегер \| \| Ерік Свенсен \| \| \| \| Турі Гедман \| \| Єста Тернер \| \| \| | Спортивна гімнастика | Чоловіки, командна першість по шведській системі                      |  |
| Золото            | Густаф Дюрссен | Сучасне п'ятиборство | Чоловіки, особиста першість                                           |  |
| Золото            | Єста Лундквіст Рольф Стеффенбург Єста Бенгтссон]] | Вітрильний спорт     | Клас «шхерний крейсер 30 м ²»                                         |  |
| Золото            | Торі Гольм Інгве Гольм Аксель Ридін Єорг Тенгвалль | Вітрильний спорт     | Клас «шхерний крейсер 40 м ²»                                         |  |
| Золото            | Гуго Юганссон | Стрільба             | Чоловіки, армійська гвинтівка лежачи, 600 м, особиста першість        |  |
| Золото            | Гокан Мальмрот | Плавання             | Чоловіки, 200 м брасом                                                |  |
| Золото            | Гокан Мальмрот | Плавання             | Чоловіки, 400 м брасом                                                |  |
| Золото            | Карл Вестергрен | Боротьба             | Чоловіки, греко-римська боротьба, до 75 кг                            |  |
| Золото            | Клас Югансон | Боротьба             | чоловіки, греко-римська боротьба, до 82,5 кг                          |  |
| Золото            | Андерс Ларсон | Боротьба             | Чоловіки, вільна боротьба, до 82,5 кг                                 |  |
| Срібло            | Ерік Бакман | Легка атлетика       | Чоловіки, крос                                                        |  |
| Срібло            | Карл Юган Лінд | Легка атлетика       | Чоловіки, метання молота                                              |  |
| Срібло            | Фольке Янссон | Легка атлетика       | Чоловіки, потрійний стрибок                                           |  |
| Срібло            | Гаррі Стенквіст Рагнар Мальм Аксель Перссон Сігфрід Лундберг | Велоспорт            | Чоловіки, командна гонка                                              |  |
| Срібло            | Ерік Адлерз | Стрибки у воду       | Чоловіки, 10-метрова вишка                                            |  |
| Срібло            | Нільс Скоглунд | Стрибки у воду       | Чоловіки, прості стрибки з вишки                                      |  |
| Срібло            | Бертіль Сандстрем | Кінний спорт         | Виїждження, індивідуальна першість                                    |  |
| Срібло            | Оге Лундстрем | Кінний спорт         | Кінне триборство, індивідуальна першість                              |  |
| Срібло            | Свеа Норен | Фігурне катання      | Жінки, одиночне катання                                               |  |
| Срібло            | Ерік де Лаваль | Сучасне п'ятиборство | Чоловіки, особиста першість                                           |  |
| Срібло            | Густаф Свенссон Рагнар Свенссон Персі Альмстедт Ерік Мельбін | Вітрильний спорт     | Клас «шхерний крейсер 40 м ²»                                         |  |
| Срібло            | Мауріц Ерікссон | Стрільба             | Чоловіки, армійська гвинтівка лежачи, 600 м, особиста першість        |  |
| Срібло            | Оскар Ерікссон Сігвард Гульткранц Рагнар Старе Леон Лагерлеф Ерік Ульсон | Стрільба             | Чоловіки, малокаліберна гвинтівка, 50 м, командна першість            |  |
| Срібло            | Андерс Андерссон Гуннар Габріельссон Сігвард Гульткранц Андерс Югнсон Казимир Реутершельд | Стрільба             | Чоловіки, довільний пістолет, 50 м, командна першість                 |  |
| Срібло            | Альфред Сван | Стрільба             | Чоловіки, «біжить олень», одиночні постріли, 100 м, особиста першість |  |
| Срібло            | Фредрік Ланделіус | Стрільба             | Чоловіки, «біжить олень», подвійні постріли, 100 м, особиста першість |  |
| Срібло            | Едвард Бенедікс Бенгт Лагеркрантц Фредрік Ланделіус Альфред Сван Оскар Сван | Стрільба             | Чоловіки, «біжить олень», подвійні постріли, 100 м, командна першість |  |
| Срібло            | Тур Геннінг | Плавання             | Чоловіки, 200 м брасом                                                |  |
| Срібло            | Тур Геннінг | Плавання             | Чоловіки, 400 м брасом                                                |  |
| Срібло            | Готтфрід Свенссон | боротьба             | Чоловіки, вільна боротьба, до 67,5 кг                                 |  |
| Бронза            | Ерік Бакман Свен Лундгрен Едвін Віде | Легка атлетика       | Чоловіки, 3000 м, командна першість                                   |  |
| Бронза            | Нільс Енгдаль | Легка атлетика       | Чоловіки, 400 м                                                       |  |
| Бронза            | Агне Гольмстрем Вілліам Петерссон Свен Мальм Нільс Сандстрем | Легка атлетика       | Чоловіки, естафета 4 × 100 м                                          |  |
| Бронза            | Ерік Бакман | Легка атлетика       | Чоловіки, 5000 м                                                      |  |
| Бронза            | Карл Юган Лінд | Легка атлетика       | Чоловіки, метання вантажу в 25 кг                                     |  |
| Бронза            | Ерік Бакман Густаф Маттссон Гільдінг Екман | Легка атлетика       | Чоловіки, крос, командна першість                                     |  |
| Бронза            | Бертіль Ульсон | Легка атлетика       | Чоловіки, десятиборстві                                               |  |
| Бронза            | Бу Екелунд | Легка атлетика       | Чоловіки, стрибки у висоту                                            |  |
| Бронза            | Ерік Абрахамссон | Легка атлетика       | Чоловіки, стрибки в довжину                                           |  |
| Бронза            | Ерік Альмлеф | Легка атлетика       | Чоловіки, потрійний стрибок                                           |  |
| Бронза            | Юган Янссон | Стрибки у воду       | Чоловіки, прості стрибки з вишки                                      |  |
| Бронза            | Ева Оллів'єр | Стрибки у воду       | Жінки, 10-метрова вишка                                               |  |
| Бронза            | Ганс фон Русен | Кінний спорт         | Виїждження, індивідуальна першість                                    |  |
| Бронза            | Карл Густаф Левенгаупт | Кінний спорт         | Конкур, індивідуальна першість                                        |  |
| Бронза            | Карл Греен Андерс Мортенссон Оскар Нільссон | Кінний спорт         | вольтіжіровки, командна першість                                      |  |
| Бронза            | Єста Руне | Сучасне п'ятиборство | Чоловіки, особиста першість                                           |  |
| Бронза            | Улле Еріксон Моріц Еріксон Вальфрід Геллман Гуго Югансон Леон Лагерлеф | Стрільба             | Чоловіки, армійська гвинтівка стоячи, 300 м, командна першість        |  |
| Бронза            | Ерік Блумквіст Моріц Еріксон Гуго Йохансон Густаф Юнссон Ерік Ульсон | Стрільба             | Чоловіки, армійська гвинтівка лежачи, 600 м, командна першість        |  |
| Бронза            | Пер Чінде Ерік Лундквіст Фредрік Ланделіус Альфред Сван Карл Ріхтер Ерік Сек'єр-Петерсен | Стрільба             | Чоловіки, треп, командна першість                                     |  |
| Бронза            | Аїна Берг Яні Юллінг Емілю Макхнов Карін Нільссон | Плавання             | Жінки, естафета 4 × 100 м вільним стилем                              |  |
| Бронза            | Гаральд Юлін Роберт Андерссон Вільгельм Андерссон Ерік Бергквіст Макс Гумпель Понтус Гансон Ерік Андерссон Нільс Баклунд Теодор Науман | Водне поло           | Чоловіки                                                              |  |
| Бронза            | Альберт Петтерссон | Важка атлетика       | Чоловіки, до 75 кг                                                    |  |
| Бронза            | Ерік Петтерссон | Важка атлетика       | Чоловіки, до 82,5 кг                                                  |  |
| Бронза            | Фрітйоф Свенссон | Боротьба             | Чоловіки, греко-римська боротьба, до 60 кг                            |  |
| Бронза            | Ернст Нільссон | Боротьба             | Чоловіки, вільна боротьба, понад 82,5 кг                              |  |
| Фаусто Акке       | | Свен Юнсон           |                                                                       |  |
| Альберт Андерссон | | Свен-Улоф Юнссон     |                                                                       |  |
| Арвід Андерссон   | | Карл Ліндаль         |                                                                       |  |
| Гелге Беккандер   | | Едмунд Ліндмарк      |                                                                       |  |
| Фольке Бенгтссон  | | Бенгт Морберг        |                                                                       |  |
| Фабіан Б'єрк      | | Франс Перссон        |                                                                       |  |
| Ерік Карпентіер   | | Клас Сернер          |                                                                       |  |
| Стуре Ерікссон    | | Курт Шеберг          |                                                                       |  |
| Конрад Гранстрем  | | Гуннар Седерлін      |                                                                       |  |
| Гелгє Густафссон  | | Юган Серенсон        |                                                                       |  |
| Оке Гегер         | | Ерік Свенсен         |                                                                       |  |
| Турі Гедман       | | Єста Тернер          |                                                                       |  |